# 乃村雅之
乃村 雅之（のむら まさゆき、1973年5月13日 - ）は、The National Physique Committee（NPC）所属のアマチュアボディビルダー。

## 人物
千葉県出身。
父は香川県出身で、森田一（第77代 運輸大臣、第71代 北海道開発庁長官）と共に、大平正芳代議士（第68-69代 内閣総理大臣）の秘書を務めた。
千葉県立佐倉高等学校卒で、俳優の藤木直人（ふじき なおひと、1972年7月19日 - ）とは同窓生。

## 受賞歴
- 2008年 Central Japan Bodybuilding Championships Masters 5th
- 2009年 Central Japan Bodybuilding Championships Masters 5th

- 2014年 Central Japan Bodybuilding Championships Light Heavyweight Division 5th
- 2018年 NPCJ BEEF SASAKI JAPAN CLASSIC Masters 2nd

## テレビ出演
- 「科学事件FILE」（2000年1月20日 Ch.762 KTC GROWTH「ｻｲｴﾝｽﾁｬﾝﾈﾙ」）